# ホセ・ルイス・バレラ
ホセ・ルイス・バレラ（Jose Luis Varela Bustamente、1978年9月26日 - ）は、ベネズエラの男性プロボクサー。

## 来歴
2000年、ベネズエラ代表としてシドニーオリンピックライトフライ級に出場。9月17日の1回戦でマイクロ・ロメロ（ キューバ）と対戦し、1-15の判定負けを喫した。
2002年10月26日、ベネズエラトゥルメロでホセ・チャコンと両者にとってのデビュー戦を行い、3回KO勝ちを収めデビュー戦を白星で飾った。
2004年5月25日、パナマシティのセントロ・デ・コンベンシオネス・アトラパでWBAフェデセントロミニマム級とWBAフェデカリブミニマム級両王座の獲得を懸けカルロス・メロと対戦し、10回に頭部が激しく激突したことでカットしたバレラの眉の傷が試合続行不可能と判断され、プロ初黒星となる0-3（95-97、94-98、95-97）の負傷判定負けを喫しWBA両王座の獲得に失敗した。
2004年9月5日、ベネズエラカラカスのパルケ・ナシオネス・ウニダスでミゲル・テレスとWBAフェデボルミニマム級王座決定戦を行い、3-0（115-113、116-112、118-110）の判定勝ちを収め王座獲得に成功し再起にも成功した。
2005年10月7日、パルケ・ナシオネス・ウニダスでワルベルト・ラモスと対戦し、8回49秒KO勝ちを収めWBAフェデボル王座の初防衛に成功した。
2006年3月17日、カラカスのヴェロドロモ・テオ・カプリレスでワルベルト・ラモスと対戦し、12回2分15秒TKO勝ちを収めWBAフェデボル王座の2度目の防衛に成功した。
2006年10月21日、WBO世界ミニマム級王者イヴァン・カルデロン（ プエルトリコ）に挑戦し、0-3の判定負けで王座獲得に失敗した。
2006年12月16日、トゥルメロでカルロス・メロとノンタイトル10回戦を行い、3-0の判定勝ちを収め2年7ヵ月ぶりの再戦で雪辱を果たすと共に再起に成功した。
2007年5月12日、ニカラグアマナグアのカジノ・ファラオスでローマン・ゴンサレスとWBAフェデラテンミニマム級王座決定戦を行い、初回2分28秒TKO負けを喫し王座獲得に失敗した。
2007年7月30日、ベネズエラヌエバエスパルタ州パンパタルのセントロ・コメルシアル・サンビル・マルガリータでフレディ・カナテとノンタイトル10回戦を行い、3-0（98-94、98-96、99-91）の判定勝ちを収め再起に成功した。
2007年9月8日、ベネズエラエル・ビギアのヒムナシオ・ホセ・ルイス・バレラでオスカル・マルティネスと対戦し、初回に偶然のバッティングによる負傷があった為、無効試合となった。
2008年3月1日、後楽園ホールでWBA世界ミニマム級王者新井田豊（ 日本）と対戦し、6回2分16秒KO負けを喫し王座獲得に失敗した。
2008年9月13日、バハ・カリフォルニア・スル州ラパスでIBF世界ミニマム級王者ラウル・ガルシア（ メキシコ）と対戦し、0-3（110-118、110-118、110-118）の判定負けを喫し王座獲得に失敗した。
2008年12月13日、バハ・カリフォルニア・スル州ロレトでIBF世界ミニマム級王者ラウル・ガルシア（ メキシコ）と対戦し、0-3（107-120、107-120、108-119）の判定負けを喫し王座獲得に失敗、3ヵ月ぶりの再戦で雪辱を果たせなかった。
2009年5月30日、WBC世界ライトフライ級26位のラモン・ガルシア（ メキシコ）とWBCインターナショナルライトフライ級王座決定戦を行う予定だったが、前日計量でバレラに700gの体重超過があり30分後の再計量でパスし計量失格を免れ通常に試合は行われたが、0-3（109-119、110-117、111-117）の判定負けを喫し王座獲得に失敗した。
2010年8月7日、メキシコシティのアレナ・メヒコでエドガル・ソーサとノンタイトル10回戦を行い、4回1分33秒TKO負けを喫した。

## 獲得タイトル
- WBAフェデボルミニマム級王座